# エデンの海
『エデンの海』（エデンのうみ）は、1946年に発表された若杉慧の小説。3度にわたり映画化され、舞台化、テレビドラマ化もされている。

## 概要
瀬戸内の小さな高校に、東京から赴任してきた新任の教師と、自由奔放な女子生徒の交流を描く。

## 映画

### 1950年
1950年公開。制作は松竹。当時としては大変大胆な性描写がある映画で、その後の大映などの性典もののハシリになったとされる。
劇場公開後に上映フィルムが長らく行方不明となっていたが、広島県竹原市の忠海町コミュニティづくり推進協議会が1997年に廃棄されるはずだったフィルムを保管していることが判明し、2013年に松竹が劣化部分を修復してデジタル化した。同2013年10月に衛星劇場にてTV初放映される。

#### キャスト
- 南條先生：鶴田浩二
- 清水巴：藤田泰子
- 校長：大日方伝
- 教頭：加藤嘉
- 大久保先生：高橋豊子
- 吉田先生：毛利菊枝
- 大隅先生：玉島愛造
- 井上君子：文谷千代子
- 笹山：村上記代
- 木村：原純子
- 江見：幸つや子
- 中山：萬丈恵子
- 三坂：中尾照子
- 中島：山田美子
- 鎌田：光静江
- 谷：岡田瑛子
- 大原：伊藤由利

#### スタッフ
- 監督：中村登
- 脚本：植草圭之助
- 助監督：西河克己

### 1963年
1963年公開。制作は日活。監督の西河克己は、前作の1950年版で助監督を務めており、ロケハンも担当していた。そのため、前作の撮影場所をよく覚えていて本作も同地域でロケハンを行ったが、竹原市出身の池田勇人が総理大臣になったことで道路整備が進み、周囲の風景が様変わりしていた。学校の窓から海が見えるような場所を近くで探したものの、イメージに合う場所が見つからず、原作では広島だった舞台を香川県高松市と一部徳島県に変え、ロケが行われた。さらに、後年に『世界の中心で、愛をさけぶ』で話題となった庵治町も登場する。夏の暑い時期に約一ヶ月のロケが行われた。

#### キャスト
- 南条先生：高橋英樹
- 清水巴：和泉雅子
- 校長：東野英治郎
- 教頭：佐野浅夫
- 沼田：近藤宏
- 松下：高原駿雄
- 増川節子：牧理恵
- 宮田和枝：有田双美子
- 橋本エミ：大原悦子
- 岩井昌子：加藤洋美
- 臼井五郎：高島稔
- 藤村：小沢直好
- 堀内：植頭実
- 高岡：小沢昭一
- 校長の妻：三崎千恵子
- 校長の娘：荒川久美子
- 巴の祖母：飯田蝶子
- 女教師：小園蓉子、相馬幸子
- 老教師：加原武門

#### スタッフ
- 監督：西河克己
- 脚色：馬場当

### 1976年
監督の西河克己と脚本の馬場当は共に1963年版でも監督と脚本を担当している。配給は東宝だが、他の山口百恵主演作品と同様。実際の製作は日活がホリプロから受託していることもあり、撮影、美術、編集も1963年版と同じメンバーである。また本作に出演している三崎千恵子も1963年版に別役で出演している。
山口百恵文芸シリーズ第4弾で、共演は南條豊。山口の主演映画では三浦友和以外の俳優が相手役になった唯一の作品である。
山口のクラスメート役をオーディションで40人選び、更にその中から山口をいじめる重要な脇役を4人選んでいる。その一人に本作が映画デビューとなる浅野温子がおり、監督の西河はヤクザ映画の女壺振り役がやれそうな面構えだと思い「よござんすか」という仇名で呼んでいたという。
静岡県賀茂郡松崎町でロケが行われた。
山口百恵の引退・結婚を目前に控えた1980年10月8日、日本テレビ系列の19:30 - 20:54（JST）で放送された。

#### キャスト
- 清水巴（2年3組生徒）：山口百恵
- 南條先生：南條豊（新人）
- 増川節子先生：紀比呂子
- 校長先生：伊藤雄之助
- 黒木教頭：井上昭文
- 沼田先生（体育）：和田浩治
- 松下先生（歴史）：岸田森
- 老教師：山岡正義
- 吉岡先生：摂祐子
- 野上先生：坂巻祥子
- 校医：小泉郁之介
- 宮田和枝（2年3組生徒）：山本由香利
- 橋本エミ（2年3組生徒）：安武まゆみ
- 岩井昌子（2年3組生徒）：浅野温子
- 小森愛子（2年3組生徒）：岩田恵子
- 加藤チヤ子（下級生）：谷川みゆき
- 五郎（高校生）：黒部幸英
- 藤村（高校生）：斎藤忠宏
- 堀内（高校生）：樋口康
- お筆っあん：悠木千帆
- 菊（巴の祖母）：北林谷栄
- 節子の父：雪丘恵介
- 節子の母：三崎千恵子
- 医師：神山勝
- 看護婦：原田雅子
- 下宿の内儀：十勝花子
- 洋品店の店員（エミの姉）：阿久津礼子
- 婦人会役員Ａ：堺美紀子
- 婦人会役員Ｂ：横田楊子
- 教育委員Ａ：長沢大
- 教育委員Ｂ：八代康二

#### スタッフ
- 監督：西河克己
- 製作：堀威夫、笹井英男
- 脚本：馬場当
- 音楽：伊部晴美
- 撮影：萩原憲治
- 編集：鈴木晄
- 製作プロダクション：ホリ企画

#### 併映作品
『あいつと私』
- 東宝企画作品。原作：石坂洋次郎（2度目の映画化）。監督：河崎義祐。主演：三浦友和、檀ふみ。

## 演劇
松竹版より一年前の1949年に東宝で広島出身の女優・角梨枝子主演、豊田四郎監督で映画化が決定したが、東宝争議で製作中止になった。代わりに同じ角主演・豊田演出で、新宿セントラル劇場で舞台が行われている。

## テレビドラマ
1962年8月30日と同年9月6日の2回に渡って、日本テレビ系列の『武田ロマン劇場』（武田薬品工業一社提供。木曜22:30 - 23:15）で放送された。

### キャスト
- 黛ひかる
- 井上孝雄
- 佐多契人
- 浅沼由美
- 穂積隆信
- 藤波洸子
- 楠侑子
- 外野村晋
- 宝生あやこ
- 遠山金四郎
- 清水元
- 日高ゆりえ[8]

### スタッフ
- 脚本：有高扶桑
- 演出：池田義一
- 音楽：山本直純
- 制作：東宝、NTV[8]

| 日本テレビ系列 武田ロマン劇場 | 日本テレビ系列 武田ロマン劇場 | 日本テレビ系列 武田ロマン劇場 |
| 前番組                        | 番組名                        | 次番組                        |
| ----------------------------- | ----------------------------- | ----------------------------- |
| 裲襠                          | エデンの海 （ドラマ版）       | くちづけ                      |